# Giuseppe Stella
Giuseppe Stella (Zugliano, 30 agosto 1898 – Lerici, 10 settembre 1989) è stato un vescovo cattolico italiano.

## Biografia
Nato come Giuseppe Valentino Stella nella frazione zuglianese di Grumolo Pedemonte presso Vicenza nel 1898, venne battezzato presso la locale chiesa di San Biagio e nel 1925 divenne rettore del collegio vescovile di Este e nel 1937 presidente della giunta dell'Azione Cattolica locale.
Nominato amministratore apostolico della diocesi di Luni, ossia La Spezia, Sarzana e Brugnato, poté giungervi solo nel febbraio del 1944 a causa della guerra in atto, durante la quale svolse in modo encomiabile la sua funzione, resa ancor più rischiosa dalla vicinanza della diocesi alla Linea Gotica.
Divenuto vescovo fu protagonista della rinascita della Spezia erigendo nuove parrocchie e portando a compimento la costruzione della cattedrale.
La sua diocesi, dopo vari mutamenti di confine, il 4 agosto 1975 dismise il millenario titolo di Luni per assumere quello di La Spezia, Sarzana e Brugnato. 

Un mese dopo, per limiti d'età, si dimise dal governo della diocesi.
Il 6 giugno 2025 gli è stata intitolata una delle due scalinate che conducono alla Cattedrale di Cristo Re alla Spezia.

## Genealogia episcopale e successione apostolica
La genealogia episcopale è:
- Cardinale Scipione Rebiba
- Cardinale Giulio Antonio Santori
- Cardinale Girolamo Bernerio, O.P.
- Arcivescovo Galeazzo Sanvitale
- Cardinale Ludovico Ludovisi
- Cardinale Luigi Caetani
- Cardinale Ulderico Carpegna
- Cardinale Paluzzo Paluzzi Altieri degli Albertoni
- Papa Benedetto XIII
- Papa Benedetto XIV
- Papa Clemente XIII
- Cardinale Bernardino Giraud
- Cardinale Alessandro Mattei
- Cardinale Pietro Francesco Galleffi
- Cardinale Giacomo Filippo Fransoni
- Cardinale Carlo Sacconi
- Cardinale Edward Henry Howard
- Cardinale Mariano Rampolla del Tindaro
- Cardinale Rafael Merry del Val
- Arcivescovo Andrea Giacinto Longhin, O.F.M.Cap.
- Patriarca Carlo Agostini
- Vescovo Giuseppe Stella

La successione apostolica è:
- Arcivescovo Giuseppe Bonfiglioli (1961)